# مانوئل دوم، پادشاه پرتغال
دُن مانوئل دوم (به پرتغالی: Manuel II) معروف به میهن‌پرست (به پرتغالی: o Patriota) و تیره‌بخت (به پرتغالی: o Desventurado) پادشاه پرتغال بود. او پس از ترور پدرش کارلوس اول و برادر بزرگترش لوئی فلیپه توسط جمهوری‌خواهان (آلفرد لوئیس داکوستا و مانوئل بویسا)  به پادشاهی رسید. تا پیش از رسیدن به پادشاهی او لقب دوک بژا را داشت. در پی انقلاب اکتبر ۱۹۱۰، سلطنت در پرتغال منحل شد و مانوئل دوم بقیهٔ عمرش را به حالت تبعید در انگلستان گذراند.
مانوئل تا زمان مرگ تلاش‌های برای بازگرداندن تاج و تخت از دست رفته کرد که همگی ناکام ماند. پس از درگذشت (در اثر خفگی ناشی از تورم تار های صوتی حنجره)، دولت پرتغال (که در آن زمان ریاستش با آنتونیو سالازار بود)، قوانین تبعید خاندان براگانزا را لغو کرد و اجازه داد تا پیکر او به پرتغال بازگردد. پس از یک تشییع رسمی در لیسبون به خاک سپرده شد.